# 埃弗里-麦克劳德-麦卡蒂实验

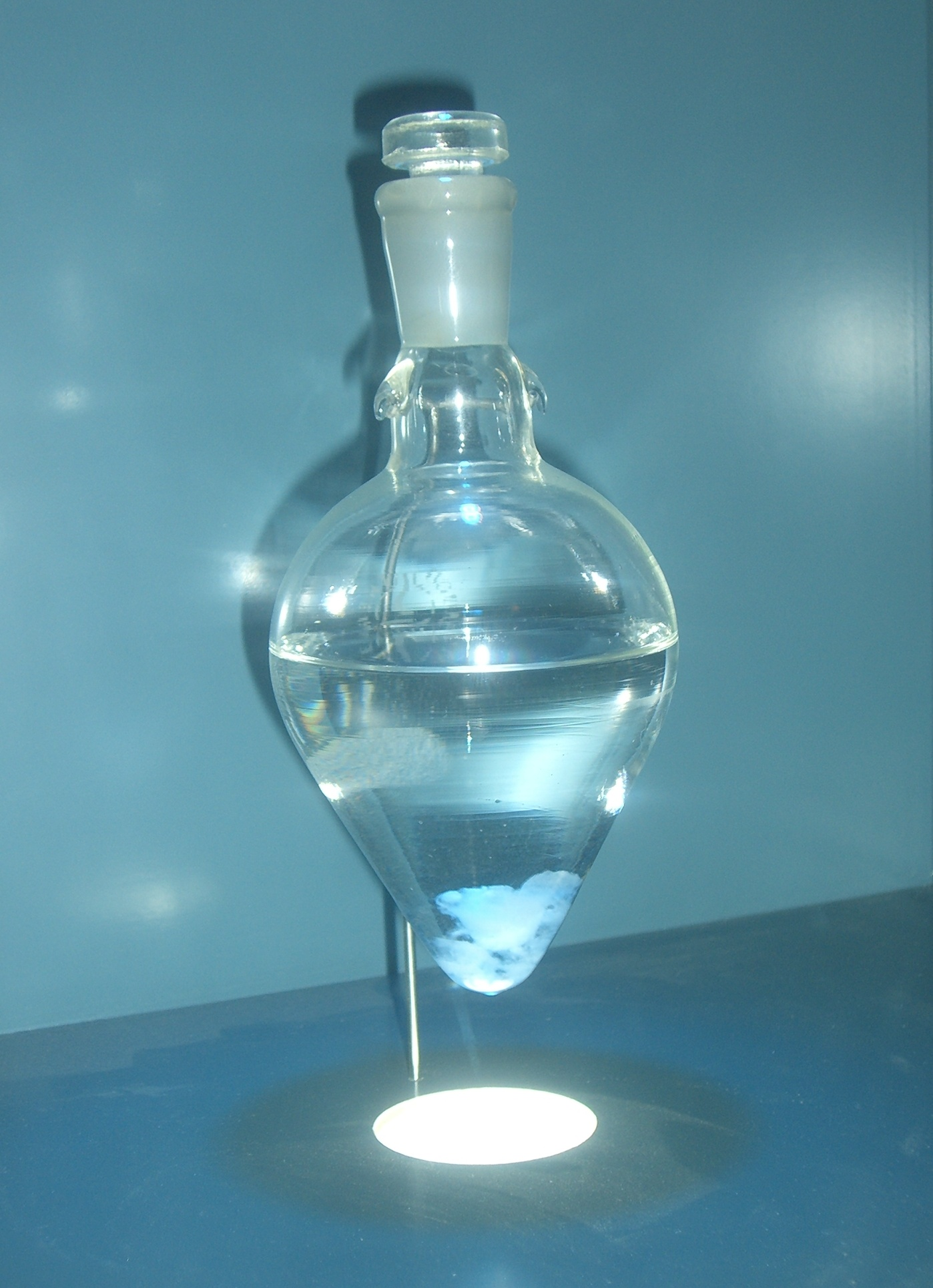
埃弗里-麦克劳德-麦卡蒂使用从细胞组分的溶液沉淀的纯化DNA链，以进行细菌转化.

埃弗里-麦克劳德-麦卡蒂实验是由奥斯瓦尔德·埃弗里（Oswald Avery）、科林·麦克劳德（Colin MacLeod）和麦克林恩·麦卡蒂（Maclyn McCarty）于1935至1944年共同完成的证明脱氧核糖核酸是肺炎链球菌的遗传物质的实验。
该实验是证明DNA为遗传物质的关键性实验，论文《对引起肺炎球菌类型转化的物质化学特性的研究——从肺炎球菌III型分离出来的脱氧核糖核酸引起的转化》发表在1944年8月《实验医学杂志》（Journal of Experimental Medicine 79 (2): 137–158.）。论文的结构主体为：(前言)、实验(1营养肉汤 2血浆或学血浆液 3R菌株(R36A) 4测定转化活性物质的方法)、制备方法(1材料 2热杀死的细胞提取液 3脱蛋白和假模多糖去除的过程 4乙醇分离 5 温度的影响)、对提纯的转化物质的分析(1一般性质 2定性的化学检验 3化学元素分析 4酶学分析 5血清学分析 6物理化学分析 7生物学活性的定量测定)、讨论、摘要、结论。

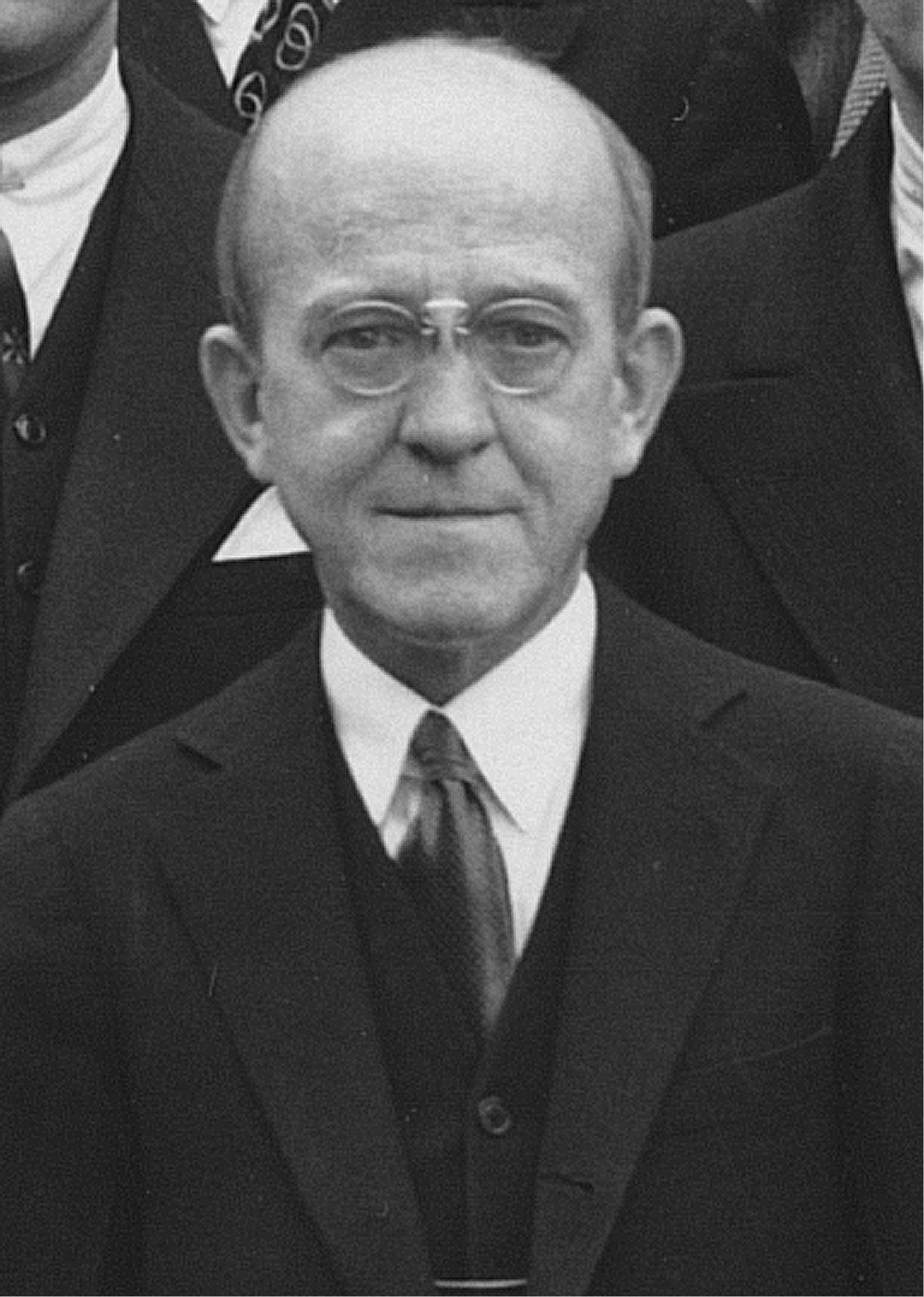
奥斯瓦尔德·埃弗里(Oswald Avery)

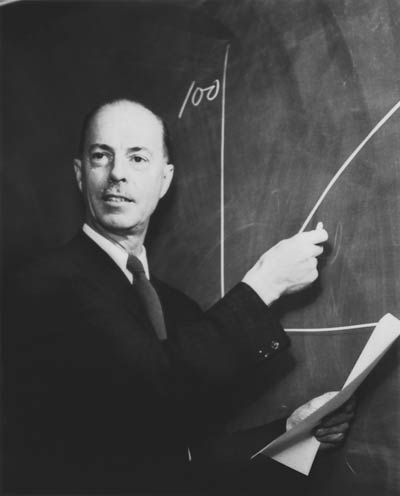
科林·麦克劳德(Colin MacLeod)

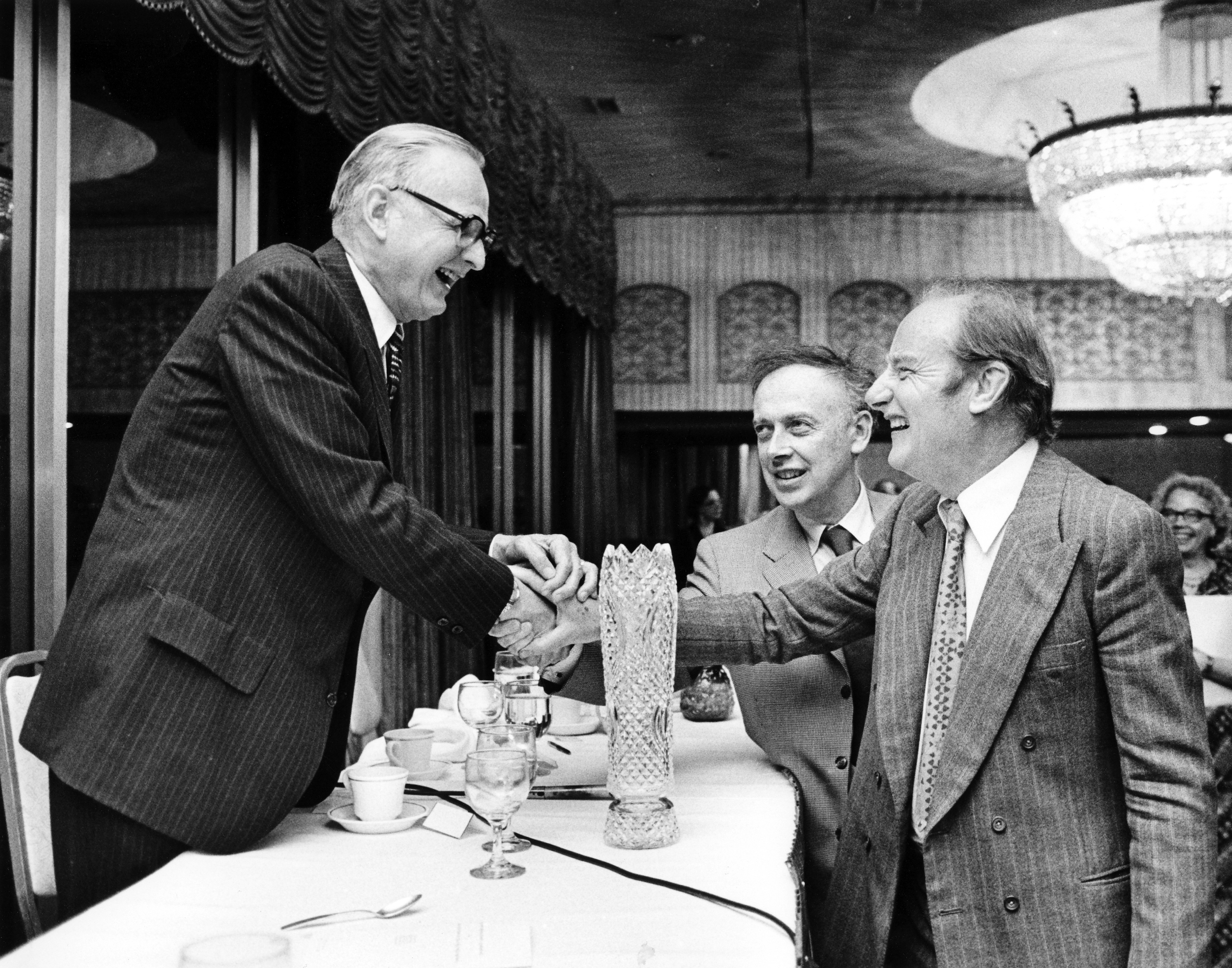
麦克林恩·麦卡蒂(Maclyn McCarty) (with Watson and Crick)

埃弗里等人的结论是“提出的证据支持了认为脱氧类型的核酸是肺炎球菌转化因素的基本单位这种看法”（The evidence presented supports the belief that a nucleic acid of the desoxyribose type is the fundamental unit of the transforming principle of Pneumococcus Type III.）他们得出的结论措辞很谨慎，显得保守，事实上，除少数RNA病毒外，所有已知的生物的遗传物质都是DNA。但在当时，学界并没有接受这一试验得出的结论，直至乔舒亚·莱德伯格使用放射性遗传标记证实了细菌接合（1947年）与轉導（1953年），“埃弗里-麦克劳德-麦卡蒂实验”的意义才被承认。
埃弗里等所作的工作是：不断地去除(乙醇和相应的水解酶处理)S型细菌中各种成分(蛋白质、荚膜多糖、RNA等)，然后得到纯化的“转化因子”；接着对纯化的“转化因子”进行鉴定，确认它就是DNA。